# Ментализъм
В психологията ментализмът (на английски: Mentalism ментален на български език умствен) се свързва с тези клонове на изследването, които се концентрират върху умственото възприятие и мисловните процеси. Пример за такава психология е когнитивната психология. Ментализмът е противоположност на дисциплини като бихевиоризъм, които виждат психологията като структура от каузални (причинни) отношения на условни отговори и търсене на доказване на тази хипотеза чрез научни методи и експериментиране.
Джон Килстрьом дефинира ментализма като вяра, че умствените състояния са причина за действия.